# 용문중학교 (경북)
용문중학교(龍門中學校)는 대한민국 경상북도 예천군 용문면 상금곡리에 있는 공립 중학교이다.

## 학교 연혁
- 1970년 12월 20일 : 본관 1층 5개 교실 준공
- 1971년 1월 25일 : 용문중학교 설립 인가 (12학급)
- 1971년 2월 9일 : 초대 서재수 교장 취임
- 1971년 3월 8일 : 입학식 (4학급 275명)
- 1971년 3월 14일 : 개교식
- 1974년 1월 4일 : 제1회 졸업식
- 1974년 10월 24일 : 본관 완공
- 1977년 11월 30일 : 후관동 교사 준공
- 2023년 3월 1일 : 제26대 전동식 교장 취임
- 2024년 1월 5일 : 제51회 졸업식(졸업생 9명, 누계 5,086명)
- 2024년 3월 4일 : 입학식(3명)

## 참고 자료
- 용문중학교 - 한국교육학술정보원 학교알리미